# Enshi
För andra betydelser, se Enshi (olika betydelser).
Enshi, tidigare romaniserat Enshih, är en autonom prefektur för tujia- och miao-folken i Hubei-provinsen i centrala Kina. Den ligger omkring 460 kilometer väster om provinshuvudstaden Wuhan.

## Näringsliv
Tobaksodling är en stor inkomstkälla i regionen.

## Administrativ indelning
Den autonoma prefekturen är indelad i två städer på häradsnivå och sex härad:
- Staden Enshi (恩施市), 3 972 km², cirka 770 000 invånare, huvudort i prefekturen;
- Staden Lichuan (利川市), 4 603 km², cirka 840 000 invånare;
- Häradet Jianshi (建始县), 2 666 km², cirka 510 000 invånare;
- Häradet Badong (巴东县), 3 354 km², cirka 480 000 invånare;
- Häradet Xuan'en (宣恩县), 2 730 km², 340 000 invånare;
- Häradet Xianfeng (咸丰县), 2 550 km², 360 000 invånare;
- Häradet Laifeng (来凤县), 1 344 km², 310 000 invånare;
- Häradet Hefeng (鹤峰县), 2 892 km², 220 000 invånare.